# Virginia Slims of Richmond
Il Virginia Slims of Richmond è stato un torneo femminile di tennis che si disputava a Richmond negli USA su campi in sintetico indoor.

## Albo d'oro

### Singolare
| Anno | Campionessa         | Finalista           | Punteggio     |
| ---- | ------------------- | ------------------- | ------------- |
| 1972 | Billie Jean King    | Nancy Richey        | 6–3, 6–4      |
| 1973 | Margaret Court      | Janet Newberry      | 6–2, 6–1      |
| 1979 | Martina Navrátilová | Kathy Jordan        | 6-1, 6-3      |
| 1980 | Martina Navrátilová | Mary Lou Daniels    | 6-3, 6-0      |
| 1981 | Mary Lou Daniels    | Sue Barker          | 6-4, 6-1      |
| 1982 | Wendy Turnbull      | Tracy Austin        | 6-7, 6-4, 6-2 |
| 1983 | Rosalyn Fairbank    | Kathy Jordan        | 6-4, 5-7, 6-4 |
| 1984 | Joanne Russell      | Michaela Washington | 6-2, 4-6, 6-2 |

### Doppio
| Anno | Campionesse                            | Finalista                              | Punteggio     |
| ---- | -------------------------------------- | -------------------------------------- | ------------- |
| 1972 | Rosemary Casals / Billie Jean King     | Karen Krantzcke / Judy Tegart          | 7–5, 7–6      |
| 1973 | Margaret Court / Lesley Hunt           | Karen Krantzcke / Betty Stöve          | 6–2, 7–6      |
| 1979 | Betty Stöve / Wendy Turnbull           | Billie Jean King / Martina Navrátilová | 6-1, 6-4      |
| 1980 | Billie Jean King / Martina Navrátilová | Pam Shriver / Anne Smith               | 6-4, 4-6, 6-3 |
| 1981 | Sue Barker / Ann Kiyomura              | Kathy Jordan / Anne Smith              | 4-6, 6-7, 6-4 |
| 1982 | Rosie Casals / Candy Reynolds          | Joanne Russell / Virginia Ruzici       | 6-3, 6-4      |
| 1983 | Rosalyn Fairbank / Candy Reynolds      | Kathy Jordan / Barbara Potter          | 6-7, 6-2, 6-1 |
| 1984 | Elizabeth Minter / Joanne Russell      | Jennifer Mundel / Felicia Raschiatore  | 6-4, 3-6, 7-6 |